# ويل راي
ويل راي (بالإنجليزية: Will Ray)‏ هو موسيقي أمريكي، ولد في 1950 في ريتشموند في الولايات المتحدة.